# Wilhelm Grapow

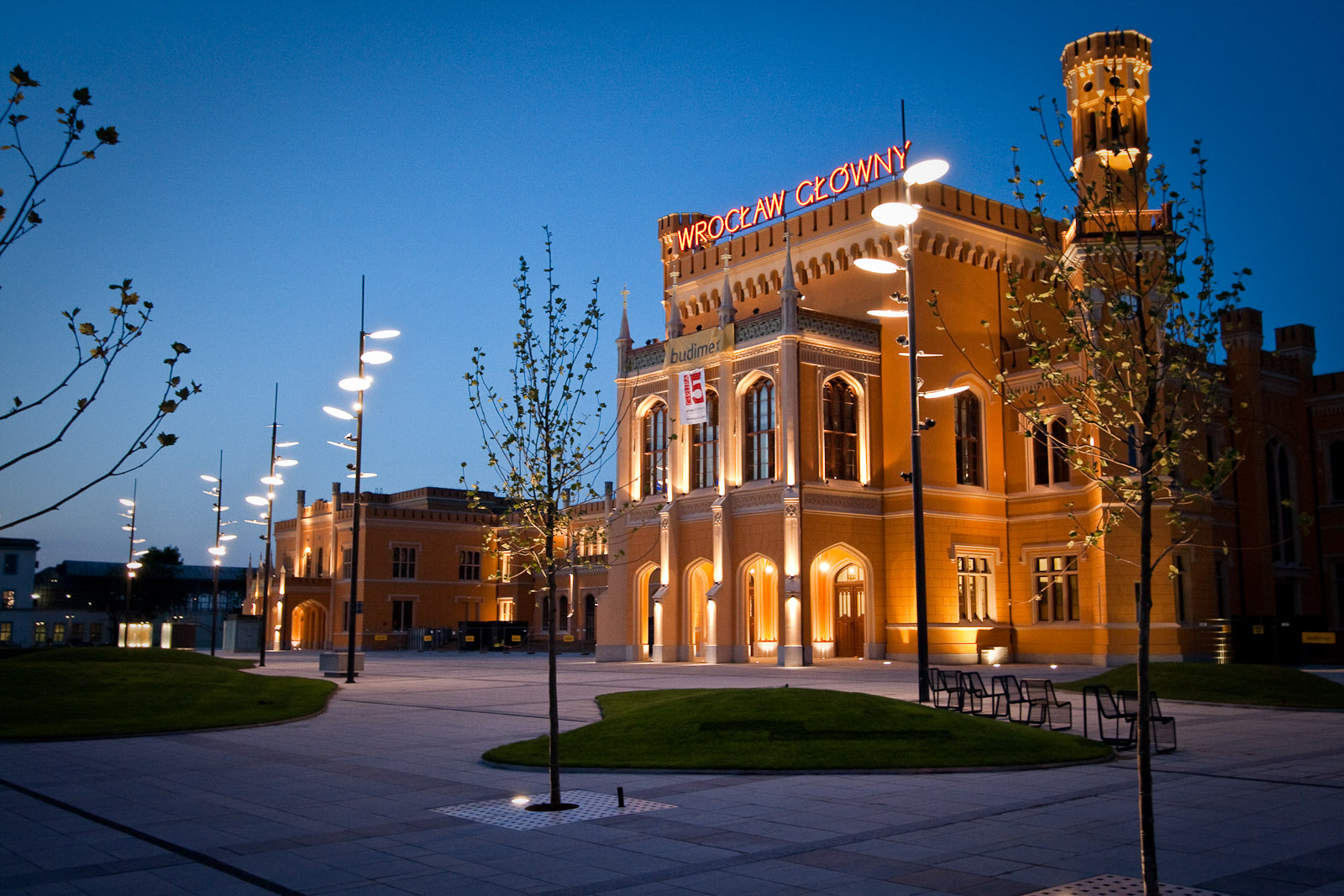
Hauptbahnhof Breslau 2015

Wilhelm Grapow (* 1828 in Groß Wartenberg, Provinz Schlesien; † 6. Mai 1902 in Berlin) war ein deutscher Architekt und preußischer Baubeamter.

## Leben
Wilhelm Grapow und sein älterer Bruder Hermann besuchten das Oelser Gymnasium, nach dem Abitur studierten beide Architektur.
Wilhelm Grapow war ab 1854 als Architekt der Oberschlesischen und Breslau-Posen-Glogauer Eisenbahn in Breslau tätig, die 1857 teilweise und später ganz vom preußischen Staat übernommen wurde. Nach seinem Entwurf entstand von 1855 bis 1857 der Breslauer Hauptbahnhof, seinerzeit das größte Bahnhofsgebäude in Deutschland. Um 1865 baute er das Herrenhaus der Familie Schaubert in Obernigk.
1868 war Grapow im preußischen Staatsdienst als Eisenbahn-Bauinspektor bei der Königlichen Eisenbahndirektion Hannover tätig und wurde dort zum Baurat ernannt.
Später kehrte er als Vorstandsvorsitzender der Oels-Gnesener Eisenbahngesellschaft nach Schlesien zurück.
Er beschloss seine Karriere als Mitglied der Königlichen Eisenbahndirektion Berlin, bei seinem Tod 1902 führte er den Titel Geheimer Regierungsrat.